# Christopher Le Brun

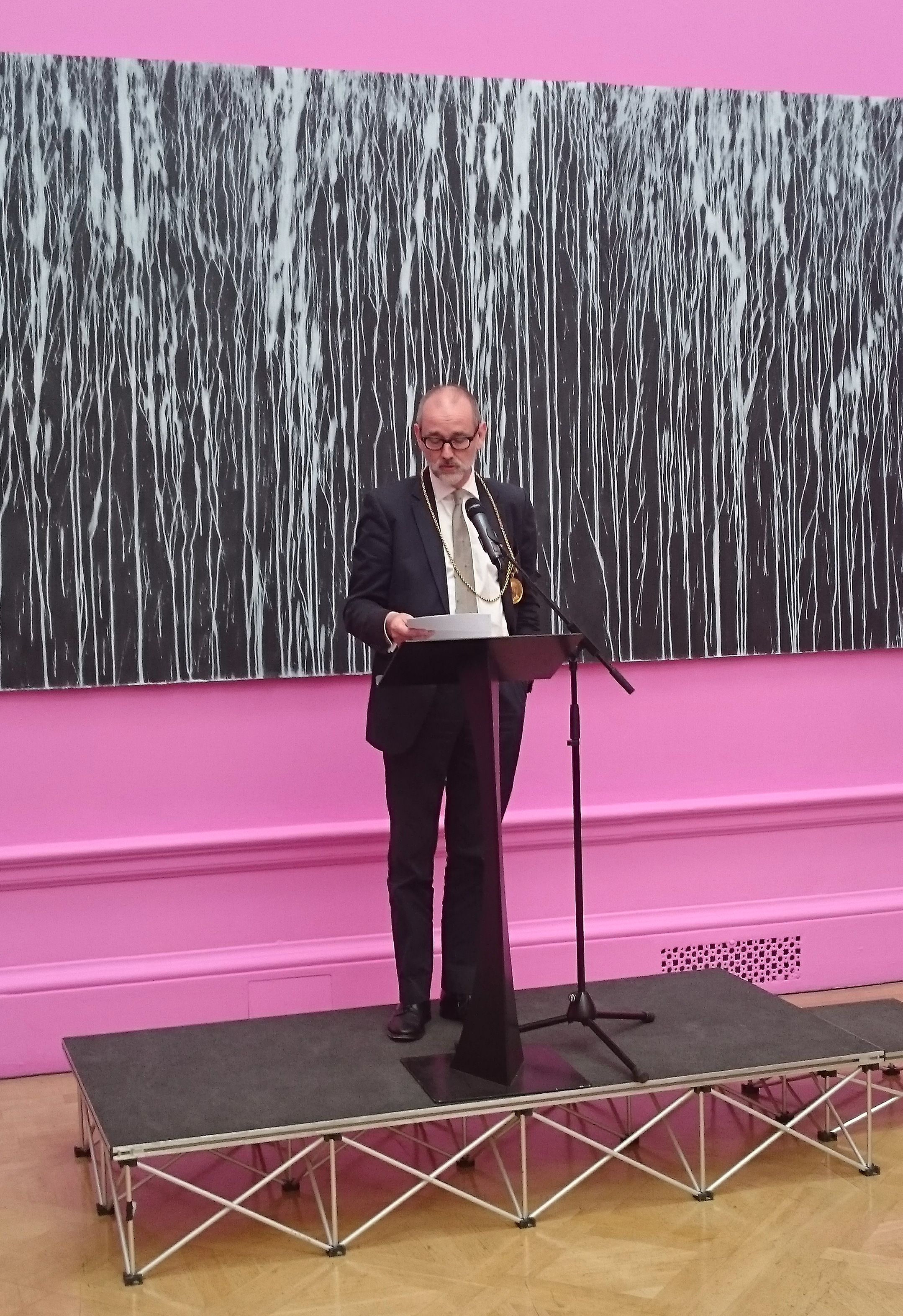
Christopher Le Brun 2015

Christopher Le Brun (* 20. Dezember 1951 in Portsmouth, Vereinigtes Königreich) ist ein britischer bildender Künstler, der insbesondere als Maler bekannt geworden ist.
Seine Ausbildung erhielt Le Brun von 1970 bis 1974 an der Slade School of Fine Art und von 1974 bis 1975 an der Chelsea School of Art. Von 1976 bis 1983 war er Lehrbeauftragter an den Kunstschulen Brighton, Slade und Wimbledon. Le Bruns gegenständlicher Malstil erinnert an Werke des Symbolismus wie z. B. Arnold Böcklin und Gustave Moreau. Seit 1990 beschäftigt sich Le Brun auch intensiv mit der Radierkunst. 2011 wurde er zum Präsidenten der Royal Academy of Arts gewählt.

## Ehrungen und Preise
- John Moores Painting Prize 1978 und 1980
- Calouste Gulbenkian Printmakers Award 1983
- DAAD-Stipendium 1987–88
- University of the Arts Fellowship 2011
- Präsident der Royal Academy of Arts 2011